# Ligidium bosphoranum
Ligidium bosphoranum är en kräftdjursart som beskrevs av Karl Wilhelm Verhoeff1941. Ligidium bosphoranum ingår i släktet Ligidium och familjen gisselgråsuggor. Inga underarter finns listade i Catalogue of Life.